# Rathmannsdorf
Rathmannsdorf är en kommun och ort i Landkreis Sächsische Schweiz-Osterzgebirge i förbundslandet Sachsen i Tyskland. Kommunen cirka 900 invånare.
Kommunen ingår i förvaltningsområdet Bad Schandau tillsammans med kommunerna Bad Schandau och Reinhardtsdorf-Schöna.